# Darreh Shahr
Darreh-Shahr este un oraș din Iran.